# AnyDecentMusic?
AnyDecentMusic? é um website que coleta críticas de álbuns musicais de revistas, websites e jornais. Entre os gêneros musicais incluem rock, pop, eletrônica, dance, folk, country e o reggae. As análises são provenientes de mais de 50 websites, revistas e jornais, em sua maioria dos EUA e do Reino Unido, mas também do Canadá, Irlanda e Austrália.
AnyDecentMusic? foi criado em 2009 por Ally Palmer e Terry Watson, os diretores da PalmerWatson, um jornal e revista de consultoria de design. Sobre a criação do site, declararam: "Os jornais são o nosso negócio (e somos apaixonados por eles). Nossa outra paixão é a música, então combinamos as duas coisas."